# Klub 100 (Rosja)
Klub 100 rosyjskich strzelców – nazwa grupy rosyjskich piłkarzy, którzy podczas swojej kariery strzelili minimum sto goli w rozgrywkach Wyższej Ligi ZSRR, Rosyjskiej Premier Ligi, Pucharu ZSRR, Pucharu Rosji, europejskich Pucharów oraz oficjalnych i towarzyskich meczach narodowej reprezentacji ZSRR, WNP i Rosji. Nazwę klubu zaproponowała redakcja gazety "Sport-Ekspress", i oni prowadzą statystykę. Oprócz Klubu strzelców rosyjskich istnieje również Klub Grigorija Fiedotowa – dla piłkarzy, którzy strzelili minimum 100 goli dla piłkarzy rosyjskich i radzieckich.

## Regulamin
Liczone są bramki rosyjskich piłkarzy, strzelone w następujących meczach:
- MR – gole w Rosyjskiej Premier Ligi.
- PR – gole w rozgrywkach Pucharu Rosji, Pucharu Premier Ligi i Superpucharu Rosji.
- EP – gole w rozgrywkach Ligi Mistrzów, Pucharu UEFA, Superpucharu UEFA, Pucharu Zdobywców Pucharu oraz Pucharu Intertoto w klubach radzieckich, rosyjskich oraz zagranicznych.
- RR – gole w towarzyskich i oficjalnych meczach narodowej i olimpijskiej reprezentacji ZSRR, WNP i Rosji.
- MZ – gole w Wyższej Ligi ZSRR.
- PZ – gole w rozgrywkach Pucharu ZSRR, Pucharu Federacji ZSRR i Superpucharu ZSRR.
- MK – gole w rozgrywkach Mistrzostw następujących krajów: Anglia, Argentyna, Austria, Belgia, Brazylia, Czechy, Francja, Grecja, Holandia, Hiszpania, Meksyk, Niemcy, Portugalia, Serbia, Szkocja, Szwecja, Turcja, Ukraina, USA, Włochy
- PK – gole w rozgrywkach Pucharu następujących krajów: Anglia, Argentyna, Austria, Belgia, Brazylia, Czechy, Francja, Grecja, Holandia, Hiszpania, Meksyk, Niemcy, Portugalia, Serbia, Szkocja, Szwecja, Turcja, Ukraina, USA, Włochy

## Klub 100 (stan na 28 września 2013)
| #  | Imię i nazwisko piłkarza | Razem | MR  | PR | EP | RR | MZ  | PZ    | MK | PK |
| 1  | Aleksandr Kierżakow Zenit Petersburg, Sevilla FC, Dinamo Moskwa, FC Zürich                                                                                                 | 225   | 138 | 19 | 29 | 30 |     |       | 9  |    |
| 2  | Oleg Wierietiennikow SKA Rostów nad Donem, Urałmasz Jekaterynburg, Rotor Wołgograd, Aris FC, Sokoł Saratów, Lierse SK, Lisma-Mordowija Sarańsk, Żenis Astana, FK Wołgograd | 207   | 143 | 24 | 17 |    |     | 3     | 18 | 2  |
| 3  | Roman Pawluczenko Rotor Wołgograd, Spartak Moskwa, Tottenham Hotspur F.C., Lokomotiw Moskwa                                                                                | 175   | 91  | 7  | 20 | 21 |     |       | 21 | 15 |
| 4  | Siergiej Rodionow Spartak Moskwa, Red Star Paryż | 164   | 5   |    | 22 | 8  | 119 | 7(+2) |    | 1  |
| 5  | Aleksandr Mostowoj Spartak Moskwa, SM Caen, RC Strasbourg, Celta Vigo, Deportivo Alavés                                                                                    | 163   |     |    | 25 | 13 | 34  | 8(+1) | 75 | 7  |
| 6  | Władimir Biesczastnych Spartak Moskwa, Werder Brema, Racing Santander, Fenerbahçe SK, Kubań Krasnodar, Dinamo Moskwa, FK Orzeł, FK Chimki                                  | 154   | 60  | 7  | 7  | 26 |     | 2     | 42 | 8  |
| 7  | Dmitrij Łośkow Rostsielmasz Rostów nad Donem, Lokomotiw Moskwa, Saturn Ramienskoje                                                                                         | 152   | 120 | 13 | 17 | 2  |     |       |    |    |
| 7  | Dmitrij Kiriczenko Rostsielmasz Rostów nad Donem, CSKA Moskwa, FK Moskwa, Saturn Ramienskoje, FK Rostów, Mordowija Sarańsk                                                 | 152   | 130 | 11 | 7  | 4  |     |       |    |    |
| 9  | Fiodor Czerienkow Spartak Moskwa, Red Star Paryż | 149   | 6   | 3  | 15 | 20 | 89  | 8(+8) |    |    |
| 10 | Jurij Gawriłow Iskra Moskwa, Dinamo Moskwa, Spartak Moskwa, Dnipro Dniepropietrowsk, Lokomotiw Moskwa, Asmarał Moskwa                                                      | 145   | 5   | 1  | 18 | 15 | 92  | 12    | 2  |    |
| 10 | Andriej Tichonow Titan Reutow, Spartak Moskwa, Maccabi Tel Awiw, Krylja Sowietow Samara, FK Chimki, Łokomotiw Astana                                                       | 145   | 98  | 15 | 18 | 1  |     |       | 13 |    |
| 12 | Walerij Karpin Fakieł Woroneż, Spartak Moskwa, Real Sociedad, Valencia CF, Celta Vigo                                                                                      | 143   | 25  | 4  | 21 | 17 | 3   | 2     | 68 | 3  |
| 13 | Siergiej Andriejew Zoria Ługańsk, SKA Rostów nad Donem, Östers IF Växjö, Mjällby AIF, FK Rostów                                                                            | 135   | 8   |    | 2  | 18 | 82  | 13    | 1  | 11 |
| 14 | Siergiej Siemak Asmarał Moskwa, CSKA Moskwa, Paris Saint-Germain F.C., FK Moskwa, Rubin Kazań, Zenit Petersburg                                                            | 134   | 102 | 17 | 10 | 4  |     |       | 1  |    |
| 15 | Dmitrij Syczow Spartak Tambow, Spartak Moskwa, Olympique Marsylia, Lokomotiw Moskwa, Dynama Mińsk, Wołga Niżny Nowogród                                                    | 127   | 81  | 11 | 13 | 15 |     |       | 5  | 2  |
| 16 | Andriej Arszawin Zenit Petersburg, Arsenal F.C. | 126   | 56  | 5  | 22 | 17 |     |       | 24 | 2  |
| 17 | Oleg Salenko Zenit Leningrad, Dynamo Kijów, CD Logroñés, Valencia CF, Rangers, Istanbulspor, Cordoba CF, Pogoń Szczecin                                                    | 121   |     |    | 7  | 6  | 32  | 17    | 55 | 5  |
| 18 | Igor Koływanow Dinamo Moskwa, U.S. Foggia, Bologna FC | 120   |     |    | 7  | 15 | 42  | 3(+2) | 44 | 7  |
| 19 | Jegor Titow Spartak Moskwa, FK Chimki, Łokomotiw Astana | 119   | 87  | 4  | 15 | 7  |     |       | 6  |    |
| 20 | Igor Siemszow CSKA Moskwa, Torpedo Moskwa, Dinamo Moskwa, Zenit Petersburg, Krylja Sowietow Samara                                                                         | 113   | 97  | 6  | 7  | 3  |     |       |    |    |
| 21 | Oleg Tieriochin Sokoł Saratów, Dinamo Moskwa, Lokomotiw Moskwa, Kubań Krasnodar, Czernomoriec Noworosyjsk                                                                  | 110   | 84  | 18 | 8  |    |     |       |    |    |
| 22 | Andriej Kariaka Metałurh Zaporoże, CSKA Kijów, Krylja Sowietow Samara, SL Benfica, Saturn Ramienskoje, Dinamo Moskwa, Wołga Niżny Nowogród                                 | 108   | 75  | 11 | 2  | 6  |     |       | 14 | 0  |
| 22 | Pawieł Pogriebniak Spartak Moskwa, Bałtika Kaliningrad, FK Chimki, Szynnik Jarosław, Tom Tomsk, Zenit Petersburg, VfB Stuttgart, Fulham F.C., Reading F.C.                 | 108   | 41  | 6  | 21 | 8  |     |       | 27 | 5  |
| 24 | Aleksandr Borodiuk Dinamo Moskwa, FC Schalke 04, SC Freiburg, Lokomotiw Moskwa, Krylja Sowietow Samara                                                                     | 107   | 14  |    | 5  | 5  | 53  | 8(+7) | 14 | 1  |
| 25 | Dmitrij Bułykin Lokomotiw Moskwa, Dinamo Moskwa, Bayer 04 Leverkusen, RSC Anderlecht, Fortuna Düsseldorf, ADO Den Haag, AFC Ajax, FC Twente, Wołga Niżny Nowogród          | 106   | 40  | 6  | 10 | 7  |     |       | 41 | 2  |
| 26 | Andriej Fied´kow Kremiń Krzemieńczuk, CSKA-Borysfen Boryspol, Szachtar Donieck, Bałtika Kaliningrad, Sokoł Saratów, Terek Grozny                                           | 104   | 38  | 15 | 3  |    |     |       | 39 | 9  |
| 27 | Walerij Jesipow Rotor Wołgograd, Saturn Ramienskoje | 103   | 88  | 13 | 1  |    |     |       |    | 1  |
| 27 | Igor Simutienkow Dinamo Moskwa, A.C. Reggiana 1919, Bologna FC, CD Tenerife, Kansas City Wizards                                                                           | 103   | 41  | 5  | 5  | 9  | 3   | 2     | 29 | 9  |
| 29 | Andriej Kanczelskis Szachtar Donieck, Manchester United, Everton FC, AC Fiorentina                                                                                         | 101   | 4   | 1  | 4  | 8  | 4   | 3     | 63 | 14 |

* Pogrubioną czcionką zaznaczeni czynni piłkarze